# 야기 주키치

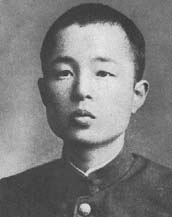

야기 주키치(八木重吉, 1898년 2월 9일 ∼ 1927년 10월 26일)는 다이쇼 말기와 쇼와의 첫 2년까지 활동한 일본의 시인이다.

## 생애
현재의 도쿄 도(東京都) 마치다 시(町田市) 아이하라 정(相原町)에서 농가의 차남으로 태어났다. 14세 때 고향을 떠나 가마쿠라의 가나가와 현 사범학교 예과에 입학하고, 졸업 후에 도쿄고등사범학교 영문과에 진학한다. 이곳에서의 4년간은 그의 인격 형성에 아주 중요한 시기였다. 그는 재학 중 기독교 세례를 받지만, 우치무라 간조의 저서를 읽고 무교회주의에 영향을 받은 것도 이때였다. 23세에 도쿄고등사범학교를 졸업하고 효고 현 미카게(御影)사범학교의 영어 교사로 부임한다. 그다음 해에 영어를 가르치면서 알게 된 도미와 결혼해 미카게에서 신혼 생활을 시작했다. 결혼 후 본격적으로 시 쓰기에 열중한 주키치는 자신이 쓴 시를 모아 아내와 같이 직접 손으로 많은 소시집을 만들었다. 결혼한 다음 해에 딸 모모코가, 2년 후에 아들 요지가 태어난다. 그 후 27세 때 지바 현 가시와(柏)에 있는 히가시카사이(東葛飾)중학교로 옮기게 되는데 그는 그때까지 쓴 시를 골라 첫 시집 ≪가을의 눈동자≫를 출판하고 이후 시 잡지 등에 시를 발표한다. 그러나 가시와로 옮긴 지 채 1년도 되지 않아 폐결핵이 발병해 입원하게 된다. 병상 생활을 하면서 둘째 시집 ≪가난한 신도≫에 실을 시를 고르지만 간행을 보지 못하고 1년이 넘는 투병 생활 끝에 아내와 어린 두 아이를 남기고 29세의 젊은 나이로 세상을 떠났다.
그가 남긴 병상 노트에는 모모코와 요지를 보지 못해 괴로워하는 심정과 자신이 두 아이의 아버지인 것이 다른 누구의 아버지인 것보다 훨씬 기뻤다는 내용이 적혀 있다. 또한 모모코와 요지가 성인이 될 때까지 반드시 한집에서 키워 달라고 아내에게 부탁하는 내용도 있다.
둘째 시집 ≪가난한 신도≫는 그가 세상을 떠난 4개월 후 간행되었다. 당시 스물두 살이던 그의 아내는 도쿄로 옮겨 와 생계를 유지하기 위해 고된 일을 하면서 두 아이의 뒷바라지에 최선을 다하지만 주키치가 세상을 떠난 지 10년 후에 딸 모모코가, 그리고 13년 후에는 아들 요지가 같은 병명으로 세상을 떠나게 된다. 주키치가 남긴 시들이 유실되지 않고 사후에 출판될 수 있었던 것은 고통 속에서도 시들을 소중히 간직해서 시집을 출판하겠다는 도미의 강한 신념이 있었기 때문이다.
야기 주키치의 대표작으로는 ≪가을의 눈동자≫, ≪가난한 신도≫, ≪신을 부르다≫, ≪꽃과 하늘과 기도≫, ≪야기 주키치 전집≫ 등이 있다.

## 같이 보기
- 일본 문학